# Dana Gaier
Dana Gaier (Livingston, 30 agosto 1997) è un'attrice e doppiatrice statunitense, nota per aver doppiato il personaggio di Edith nei film Cattivissimo me, Cattivissimo me 2, Cattivissimo me 3 e Cattivissimo me 4.

## Filmografia

### Attrice

#### Cinema
- The Ice Cream Truck (2017) - Brie

#### Televisione
- 30 Rock - serie TV, 1 episodio (2011) - non accreditata
- Do You Want To See a Dead Body (2017)

### Doppiatrice
- Cattivissimo me (2010)
- Home Makeover - cortometraggio (2010)
- Despicable Me: Minion Madness - cortometraggio (2010)
- Despicable Me: Minion Madness 3D - cortometraggio (2012)
- Cattivissimo me 2 (2013)
- Training Wheels - cortometraggio (2013)
- Gru's Girls - cortometraggio (2013)
- Cattivissimo me 3 (2017)
- Cattivissimo me 4 (2024)